# Ștorobăneasa
Ștorobăneasa là một xã thuộc hạt Teleorman, România. Dân số thời điểm năm 2002 là 3756 người.